# Devin Clark
Devin Clark, född 12 april 1990 i Sioux Falls, är en amerikansk MMA-utövare som sedan 2016 tävlar i organisationen Ultimate Fighting Championship.